# Eerste divisie 1965/66
Het seizoen 1965/66 van de Nederlandse Eerste divisie had Sittardia als kampioen. Die club promoveerde daarmee samen met Xerxes en NAC naar de Eredivisie.

## Eerste divisie

### Deelnemende teams
| Club            | Plaats     | Accommodatie      | Capaciteit | Trainer                                                                |
| --------------- | ---------- | ----------------- | ---------- | ---------------------------------------------------------------------- |
| Alkmaar '54     | Alkmaar    | Alkmaarderhout    | 20.000     | Gerrit van Wijhe                                                       |
| Blauw-Wit       | Amsterdam  | Olympisch Stadion | 65.000     | Keith Spurgeon Kees van Dijke (a.i.)                                   |
| DHC             | Delft      | Brasserskade      | 18.000     | Lies van Geest                                                         |
| De Volewijckers | Amsterdam  | Buiksloterbanne   | 12.500     | Jan van Asten (tot 30 december) Robert Klijn en Gerben Wagenaar (a.i.) |
| Eindhoven       | Eindhoven  | Aalsterweg        | 27.000     | Jacques de Wit                                                         |
| Holland Sport   | Den Haag   | Houtrust          | 25.000     | Denis Neville                                                          |
| NAC             | Breda      | Beatrixstraat     | 18.000     | Siem Plooijer                                                          |
| N.E.C.          | Nijmegen   | Goffertstadion    | 29.000     | Jan Remmers                                                            |
| RBC             | Roosendaal | De Luiten         | 5.900      | Rinus Gillisse                                                         |
| SC Cambuur      | Leeuwarden | Cambuurstadion    | 16.000     | Jan Bens                                                               |
| Sittardia       | Sittard    | De Baandert       | 20.000     | Jung Schlangen                                                         |
| Velox           | Utrecht    | Koningsweg        | 6.750      | Daan van Beek                                                          |
| Volendam        | Volendam   | Julianastraat     | 15.000     | Ron Dellow                                                             |
| VVV             | Venlo      | De Kraal          | 17.500     | Josef Gesell                                                           |
| Xerxes          | Rotterdam  | Het Kasteel       | 30.000     | Bob Janse                                                              |

### Eindstand
| pos | club            | gs | w  | g  | v  | pnt | dv | dt | ds  |
| --- | --------------- | -- | -- | -- | -- | --- | -- | -- | --- |
| 1.  | Sittardia       | 28 | 19 | 3  | 6  | 41  | 68 | 38 | 30  |
| 2.  | Xerxes          | 28 | 18 | 4  | 6  | 40  | 67 | 26 | 41  |
| 3.  | NAC             | 28 | 15 | 9  | 4  | 39  | 50 | 22 | 28  |
| 4.  | Alkmaar '54     | 28 | 15 | 6  | 7  | 36  | 64 | 45 | 19  |
| 5.  | Velox           | 28 | 15 | 5  | 8  | 35  | 56 | 48 | 8   |
| 6.  | N.E.C.          | 28 | 13 | 7  | 8  | 33  | 54 | 39 | 15  |
| 7.  | Volendam        | 28 | 14 | 5  | 9  | 33  | 55 | 50 | 5   |
| 8.  | DHC             | 28 | 10 | 7  | 11 | 27  | 46 | 45 | 1   |
| 9.  | SC Cambuur      | 28 | 9  | 7  | 12 | 25  | 52 | 61 | -9  |
| 10. | Eindhoven       | 28 | 8  | 8  | 12 | 24  | 51 | 54 | -3  |
| 11. | Holland Sport   | 28 | 9  | 4  | 15 | 22  | 40 | 63 | -23 |
| 12. | De Volewijckers | 28 | 8  | 4  | 16 | 20  | 41 | 51 | -10 |
| 13. | RBC             | 28 | 6  | 4  | 18 | 16  | 46 | 73 | -27 |
| 14. | Blauw-Wit       | 28 | 3  | 10 | 15 | 16  | 28 | 57 | -29 |
| 15. | VVV             | 28 | 4  | 5  | 19 | 13  | 32 | 78 | -46 |

#### Legenda
| Kleur | Kwalificatie voor                 |
| ----- | --------------------------------- |
|       | Promotie naar de Eredivisie       |
|       | Degradatie naar de Tweede divisie |

### Uitslagen
|                 | ALK   | BLW   | CAM   | DHC   | EVV   | HOL   | NAC   | NEC   | RBC   | SIT   | VLX   | VOL   | VWK   | VVV   | XER   |
| --------------- | ----- | ----- | ----- | ----- | ----- | ----- | ----- | ----- | ----- | ----- | ----- | ----- | ----- | ----- | ----- |
| Alkmaar '54     |       | 3 – 1 | 3 – 0 | 0 – 0 | 3 – 2 | 7 – 1 | 0 – 3 | 2 – 1 | 5 – 0 | 2 – 5 | 4 – 2 | 3 – 0 | 5 – 1 | 2 – 1 | 1 – 0 |
| Blauw-Wit       | 2 – 2 |       | 5 – 2 | 0 – 2 | 1 – 2 | 1 – 1 | 2 – 1 | 2 – 2 | 0 – 0 | 1 – 3 | 0 – 1 | 1 – 1 | 2 – 1 | 2 – 2 | 1 – 1 |
| SC Cambuur      | 3 – 3 | 4 – 0 |       | 1 – 1 | 4 – 1 | 1 – 1 | 2 – 2 | 3 – 2 | 7 – 2 | 0 – 1 | 1 – 3 | 0 – 1 | 3 – 3 | 2 – 0 | 2 – 4 |
| DHC             | 3 – 3 | 2 – 0 | 1 – 1 |       | 0 – 2 | 3 – 1 | 1 – 2 | 0 – 2 | 4 – 1 | 3 – 2 | 3 – 1 | 2 – 1 | 0 – 4 | 5 – 0 | 1 – 0 |
| Eindhoven       | 2 – 2 | 4 – 0 | 5 – 0 | 2 – 1 |       | 5 – 1 | 0 – 0 | 1 – 3 | 0 – 0 | 1 – 3 | 0 – 2 | 0 – 6 | 2 – 2 | 7 – 3 | 0 – 0 |
| Holland Sport   | 2 – 5 | 2 – 0 | 3 – 3 | 0 – 1 | 4 – 2 |       | 2 – 2 | 0 – 1 | 3 – 2 | 1 – 4 | 0 – 2 | 1 – 2 | 3 – 1 | 3 – 0 | 1 – 3 |
| NAC             | 2 – 0 | 1 – 0 | 2 – 0 | 1 – 1 | 1 – 1 | 2 – 0 |       | 1 – 0 | 4 – 0 | 6 – 0 | 3 – 1 | 1 – 1 | 5 – 1 | 3 – 0 | 1 – 1 |
| N.E.C.          | 0 – 3 | 1 – 1 | 3 – 1 | 5 – 3 | 3 – 1 | 3 – 2 | 0 – 1 |       | 5 – 1 | 2 – 1 | 2 – 2 | 1 – 0 | 2 – 0 | 0 – 0 | 0 – 1 |
| RBC             | 4 – 0 | 3 – 1 | 2 – 3 | 1 – 1 | 2 – 3 | 0 – 1 | 2 – 2 | 1 – 4 |       | 1 – 3 | 2 – 3 | 6 – 2 | 0 – 2 | 5 – 2 | 0 – 1 |
| Sittardia       | 2 – 0 | 2 – 0 | 2 – 0 | 2 – 2 | 1 – 0 | 4 – 1 | 2 – 1 | 2 – 2 | 2 – 1 |       | 4 – 1 | 1 – 2 | 2 – 1 | 6 – 1 | 1 – 0 |
| Velox           | 1 – 1 | 4 – 2 | 1 – 3 | 2 – 1 | 3 – 2 | 2 – 1 | 0 – 0 | 3 – 3 | 4 – 2 | 4 – 2 |       | 1 – 1 | 2 – 0 | 6 – 2 | 2 – 1 |
| Volendam        | 4 – 2 | 6 – 0 | 4 – 1 | 3 – 2 | 1 – 1 | 0 – 1 | 4 – 1 | 2 – 1 | 2 – 3 | 1 – 9 | 1 – 0 |       | 0 – 2 | 3 – 1 | 2 – 1 |
| De Volewijckers | 1 – 2 | 2 – 2 | 1 – 2 | 3 – 1 | 4 – 2 | 0 – 1 | 0 – 1 | 0 – 0 | 0 – 3 | 0 – 1 | 4 – 0 | 0 – 2 |       | 2 – 1 | 3 – 4 |
| VVV             | 0 – 1 | 1 – 1 | 2 – 3 | 2 – 0 | 3 – 2 | 0 – 3 | 0 – 1 | 1 – 4 | 4 – 2 | 0 – 0 | 0 – 1 | 2 – 2 | 3 – 2 |       | 1 – 3 |
| Xerxes          | 2 – 0 | 1 – 0 | 3 – 0 | 3 – 2 | 1 – 1 | 7 – 0 | 1 – 0 | 4 – 2 | 5 – 0 | 4 – 1 | 3 – 2 | 6 – 1 | 0 – 1 | 7 – 0 |       |

## Topscorers
| #  | Naam              | Club        | Goal |
| -- | ----------------- | ----------- | ---- |
| 1. | Piet Beets        | Alkmaar '54 | 22   |
| 2. | Nol Heijerman     | Xerxes      | 20   |
| 3. | Jacques Visschers | NAC         | 19   |
| 4. | Dick Tol          | Volendam    | 16   |
| 5. | Siem Tijm         | Alkmaar '54 | 15   |
|    | Dirk Roelfsema    | SC Cambuur  | 15   |
|    | Sjaak Roggeveen   | DHC         | 15   |
|    | Tini van Reeken   | N.E.C.      | 15   |
|    | Floor Verhagen    | RBC         | 15   |
|    | Dick Bond         | Volendam    | 15   |

Alkmaar '54 ·
Blauw-Wit ·
Cambuur ·
DHC ·
Eindhoven ·
Holland Sport ·
NAC ·
N.E.C. ·
RBC ·
Sittardia ·
Velox ·
Volendam ·
De Volewijckers ·
VVV ·
Xerxes
Eerste klasse

1955/56

Eerste divisie

1956/57 · 1957/58 · 1958/59 · 1959/60 · 1960/61 · 1961/62 · 1962/63 · 1963/64 · 1964/65 · 1965/66 · 1966/67 · 1967/68 · 1968/69 · 1969/70 · 1970/71 · 1971/72 · 1972/73 · 1973/74 · 1974/75 · 1975/76 · 1976/77 · 1977/78 · 1978/79 · 1979/80 · 1980/81 · 1981/82 · 1982/83 · 1983/84 · 1984/85 · 1985/86 · 1986/87 · 1987/88 · 1988/89 · 1989/90 · 1990/91 · 1991/92 · 1992/93 · 1993/94 · 1994/95 · 1995/96 · 1996/97 · 1997/98 · 1998/99 · 1999/00 · 2000/01 · 2001/02 · 2002/03 · 2003/04 · 2004/05 · 2005/06 · 2006/07 · 2007/08 · 2008/09 · 2009/10 · 2010/11 · 2011/12 · 2012/13 · 2013/14 · 2014/15 · 2015/16 · 2016/17 · 2017/18 · 2018/19 · 2019/20 · 2020/21 · 2021/22 · 2022/23 · 2023/24 · 2024/25

Eredivisie · Eerste divisie · Johan Cruijff Schaal · KNVB Beker · Play-offs